# 退思园
退思园，位于江苏省苏州市吴江区同里镇，是中國江南園林代表之一，建於清朝光緒11至13年年间，取意自《左傳》“進思盡忠，退思補過”。退思园的设计者袁龙巧妙利用不到四畝面積，设计了坐春望月书楼、琴房、退思草堂、闹红一舸、眠云亭等建筑。亭阁、长廊环水而建。

## 历史
清光绪十一年（1885年），原任安徽凤颍六泗兵备道的任兰生罢官返回了家乡同里，花费了10万两白银于光绪十三年（1887年）建成了画家袁龙设计的退思园:32。退思出自《左传》“进思尽忠，退思补过”。次年（1888年），任兰生逝世，次子任传薪为第二代园主。光绪三十二年，次子将花园部分辟为丽则女学的校舍。民国5年，女校扩建时迁出花园。后任传薪前往上海指教，命人代管园区。此后除了住宅部分，园区长期处于半封闭状态，日渐颓废。但是原址并未遭到严重的破坏。
中华人民共和国建立后，当地的税务所一度占用此园，后来又转给了镇工会，茶厅、正厅在工会手中被改造成了大会堂。十楼十底的走马楼和庭院曾被辟为职工们的业余夜校。
1958年，花园被同里机电站占用。1965年，镇文化站收走了退思园并耗资约1000元略加整修。
1980年5月，退思园被列为吴江县的首批文物保护单位。2001年6月，退思园被中国国务院列为第五批全国重点文物保护单位。同年11月，退思园被列入世界文化遗产——苏州古典园林项目。

## 图片

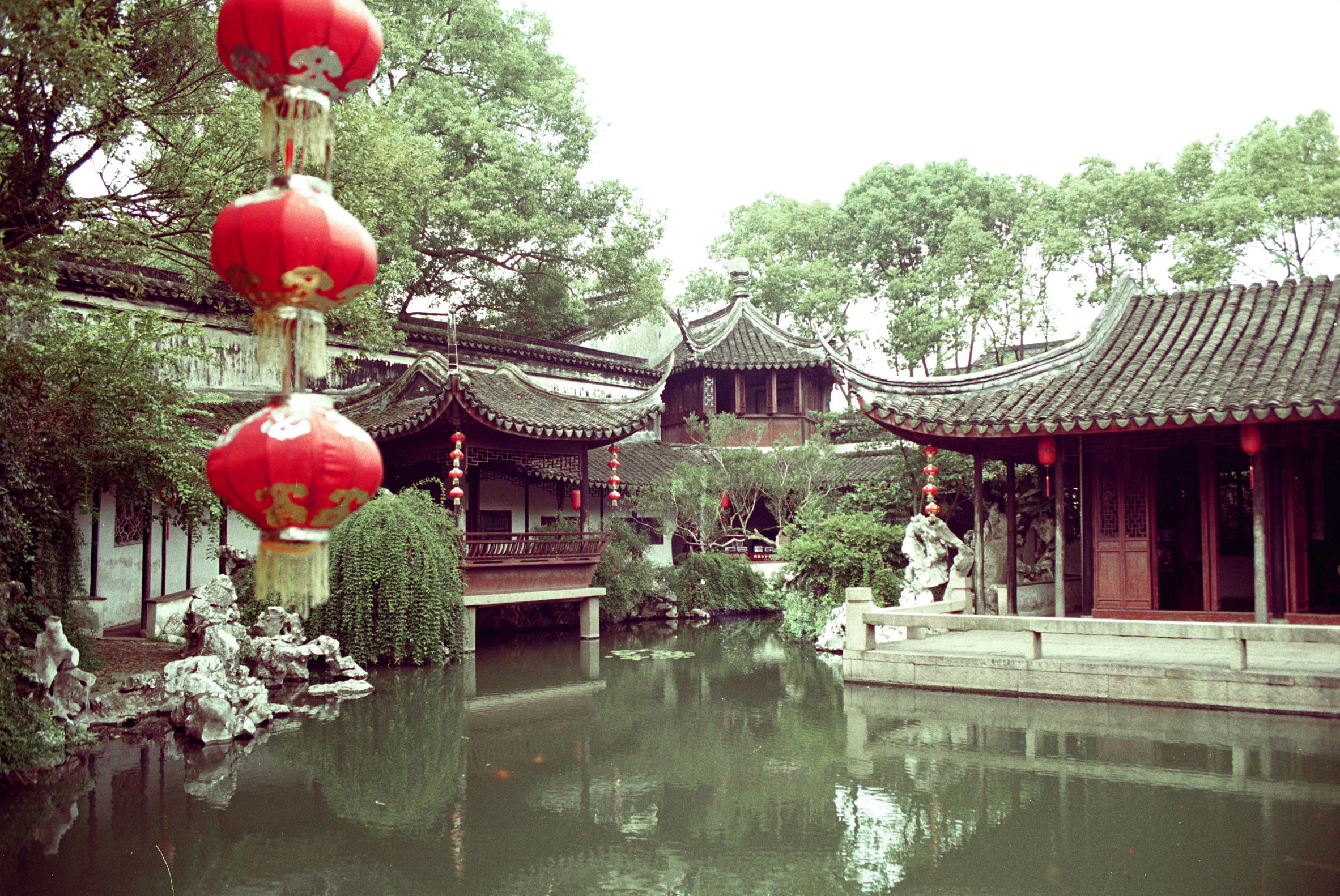
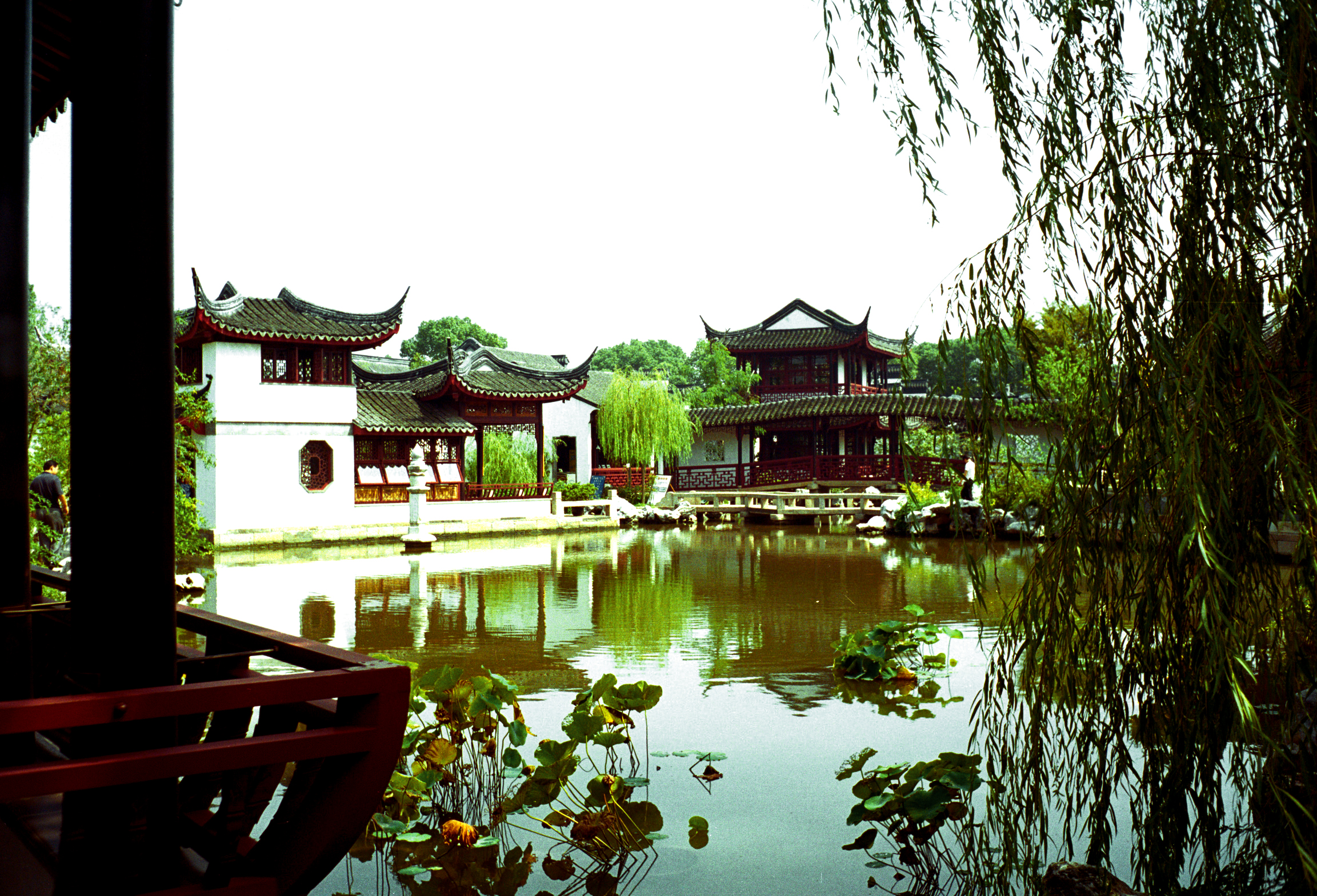
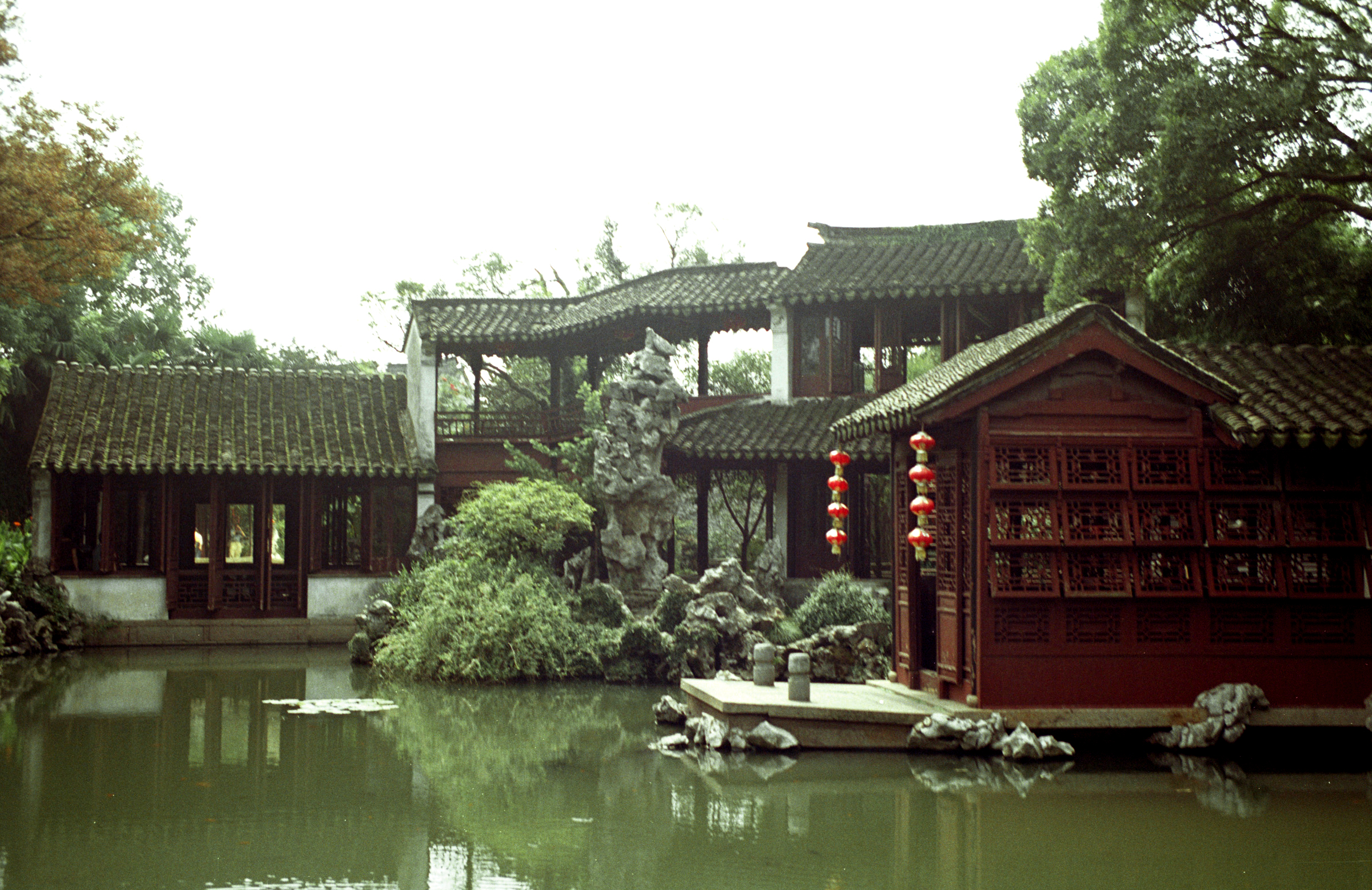